# Новоселки (Подольський міський округ)
Новосе́лки (рос. Новоселки) — присілок у складі Подольського міського округу Московської області, Росія.

## Населення
Населення — 43 особи (2010; 22 у 2002).
Національний склад (станом на 2002 рік):
- росіяни — 86 %